# Herman Petrus Krull
Herman Petrus Krull (Gieten, 17 september 1856 - Peize, 29 juni 1915) was een Nederlandse burgemeester.

## Leven en werk
Krull was zoon van de in Gieten gevestigde arts Herman Petrus Krull en Carolina Augusta Wineke. Krull begon, evenals zijn broer Gerhardus Hozeas, die net als hij na zijn militaire carrière burgemeester werd, zijn loopbaan in het leger in Nederlands-Indië. Krull werd als majoor gepensioneerd. In 1904 werd hij benoemd tot burgemeester van Peize. Deze functie vervulde hij tot zijn overlijden in juni 1915.
Krull trouwde op 2 augustus 1895 te Hoogezand met zijn nichtje Margaretha Krull, dochter van zijn broer de arts Egbert Krull en Marchien Kruizinga. Krull was een kleinzoon van Egbert Krull, burgemeester van Neuenhaus.

## Militaire Willemsorde
Krull was als kapitein van het Nederlands Indisch leger betrokken bij de gevechten bij de inname van het verdedigingswerk Roending bij Melaboeh aan de westkust van Atjeh. Hij raakte bij deze gevechten gewond door twee schoten in zijn arm. Hij kreeg hiervoor op 23 november 1894 op het Malieveld te Den Haag de Militaire Willems-Orde als ridder 4e klasse verleend. Als gevolg van zijn verwondingen werd hij in 1896 eervol uit de militaire dienst ontslagen.